# Лінійні крейсери типу «Лексінгтон»
Лінійні крейсери типу «Лексінгтон» були офіційно єдиним типом лінійних крейсерів, які коли-небудь були замовлені ВМС США.  Хоча ці шість кораблів були заплановані в 1911 році як реакція на будівництво Японією  лінійних крейсерів типу «Конґо», концепція їх застосування у ВМС США була розроблена у ході сері досліджень Військово-морського коледжу, які розтягнулися на кілька років і передували побудові першого линійного крейсера HMS Invincible) (серія запропонованих проєктів линійних крейсерів була подана на розгляд Генеральної ради ВМС  в 1909 році, але не була затверджена для будівництва). Той факт, що вони тоді не були схвалені Конгресом під  пов’язано з політичними, а не військовими міркуваннями.
Плани будівництва «Лексінгтонів» були включені як частина військово-морського акту 1916 року. Як і лінкорів типу «Південна Дакота», також включені в Акт 1916 року, їх будівництво неодноразово відкладалося на користь протичовнових кораблів. Під час цих затримок проєкт кілька разів змінювався. Спочатку вони були розроблені для встановлення на корпусі десяти 14-дюймових гармат і вісімнадцяти п'ятидюймових гармат з максимальною швидкістю 35 вузлів, але до моменту остаточного проекту ці характеристики були змінені на вісім 16-дюймових гармат і шістнадцять шестидюймових гармат зі швидкістю 33,25 вузлів. Зниження швидкості здебільшого пов’язано з посиленням бронювання.
Проектні завдання, з якими зіткнулося Бюро будівництва та ремонту ВМС для цього класу, були досить складними, оскільки сукупні вимоги оптимальної ударної сили, надзвичайної швидкості та належного захисту обтяжували знання його військово-морських конструкторів та технології того часу. Бажана швидкість у 35 вузли раніше досягалася лише на есмінцях і менших кораблях. Щоб забезпечити аналогічну швидкість великого корабля, потрібні були корпус і машина  безпрецедентного розміру для США. Потрібно було також   забезпечення достатньої поздовжньої міцності, щоб протистояти деформаціям корпусу під час руху та додатковим навантаженням на його структуру, пов'язану з боєм. Знадобилися роки між початковим і остаточним проектом технології двигунів і котлів, щоб забезпечити установку достатньої потужності, яка також була достатньо компактною, щоб забезпечити практичний ступінь захисту навіть на таких великих кораблях.
У той час як чотири з запланованих кораблі були в кінцевому підсумку не закладалися або були розібрані на стапелях 1922 року на виконання Вашингтонської військово-морської угоди, два (USS Lexington і USS Saratoga ) були переобладнані на перші авіаносці флоту Сполучених Штатів.   Обидва брали участь у Другій світовій війні, де «Лексінгтон» здійснив низку рейдів, перш ніж був потоплений у ході битви у Кораловому морі, а «Саратога» брав участь у кількох кампаніях у Тихому та Індійському океанах. Незважаючи на те, що корабель був вражений торпедами в двох різних випадках, «Саратога» пережив війну лише для того, щоб бути потопленим як корабель-мішень під час операції «Кросроудс». 